# 圣淘沙捷运
聖淘沙捷運（英語：Sentosa Express）是一條連接新加坡主島港灣至聖淘沙的單軌列車。聖淘沙捷運以1.4億新元興建以取代舊的聖淘沙單軌列車。工程於2003年6月開工，2006年12月完工。聖淘沙捷運全長2.1公里，共設4座車站，全線高架，於2007年1月15日通車。聖淘沙捷運由聖淘沙發展局營運。

## 歷史
2002年6月，聖淘沙發展局與日立亞洲簽訂了一項價值7800萬新元的合同，以建造聖淘沙捷运，用來取代聖淘沙單軌列車，不同於其前身環島行駛，聖淘沙捷运當時計劃過海至新加坡主島並與東北線轉乘。
聖淘沙捷運於2003年6月開始興建，經過歷時三年半建設，於2006年12月完工，共耗資了1.4億新元。島上其中兩個車站（英比奧站和海灘站）與新加坡主島的怡豐城站於2007年1月15日一起開通，該站已融入新的怡豐城購物中心。
第三站海濱坊計劃與當時正在開發的綜合度假勝地聖淘沙名勝世界同步開放，但在一年後的2008年1月被拆除以進行重建。聖淘沙休閒集團的一位發言人表示，該站是在綜合度假村的計劃最終確定之前建造的。最終該車站於2010年2月1日開放，作為整個度假區分階段開放的一部分。
為滿足客量增長，聖淘沙發展局於2014年11月向日立亞洲授予了價值3,000萬新元的升級合同，當中包括將升級信號系統以提升通訊式列車控制，並增加另外兩列列車，於2017年底投入服務。

## 车站
| 车站色 | 車站名   | 車站名        | 换乘及其他                                                                        | 曾使用名称           | 計畫時名称        |
| 车站色 | 中文     | English       | 换乘及其他                                                                        | 曾使用名称           | 計畫時名称        |
| ------ | -------- | ------------- | --------------------------------------------------------------------------------- | -------------------- | ----------------- |
|        | 怡丰城   | VivoCity      | NE1 CC29 港湾地铁站 - 东北线 - 环线                                               | 聖淘沙（Sentosa）    | 入口（Gateway）   |
|        | 名胜世界 | Resorts World | * SMRT巴士連接新加坡本島（188R、963R、NR1、NR6、RWS8）                            | 海濱坊（Waterfront） | 圣淘沙（Sentosa） |
|        | 英比奥   | Imbiah        | * 巴士 红、蓝、黄线                                                               | None                 | 鱼尾狮（Merlion） |
|        | 海滩     | Beach         | * 巴士 蓝、黄线 - 西乐索、巴拉湾、丹戎海滩路面电车 - SBS巴士連接新加坡本島（123） | None                 | 巴拉湾（Palawan） |

车站耗资2千6百万新加坡元建设，与怡豐城站不同的是，线上其他三站不设空调，也是新加坡首個设置月台閘門的车站（當時新加坡其他车站均使用月台幕門），同時設有電動扶梯和升降機供乘客上下。

## 車費和車票
只在怡豐城站設收費閘。收取4新加坡元。包含入場費。

## 链接

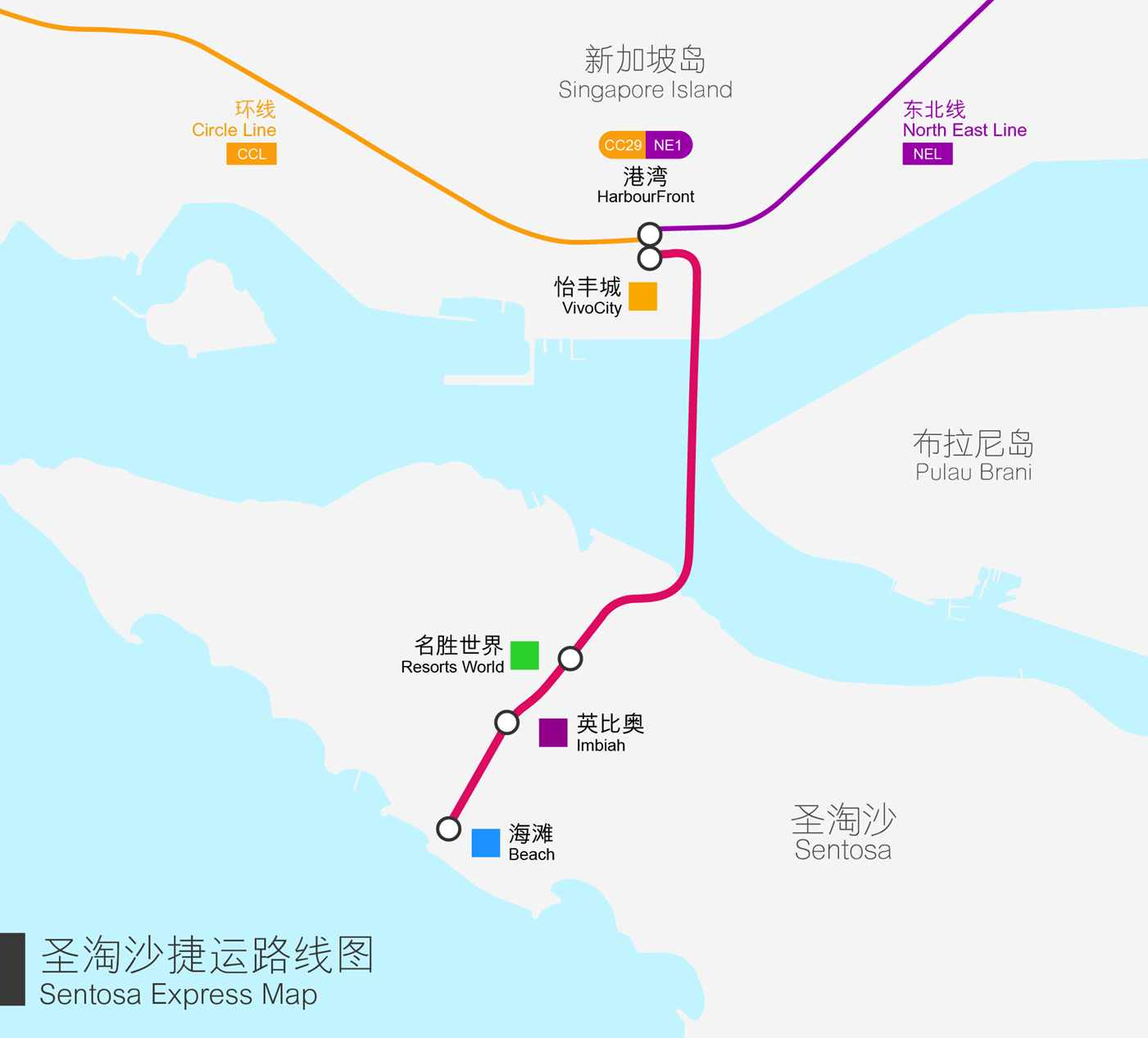
聖淘沙捷運路線

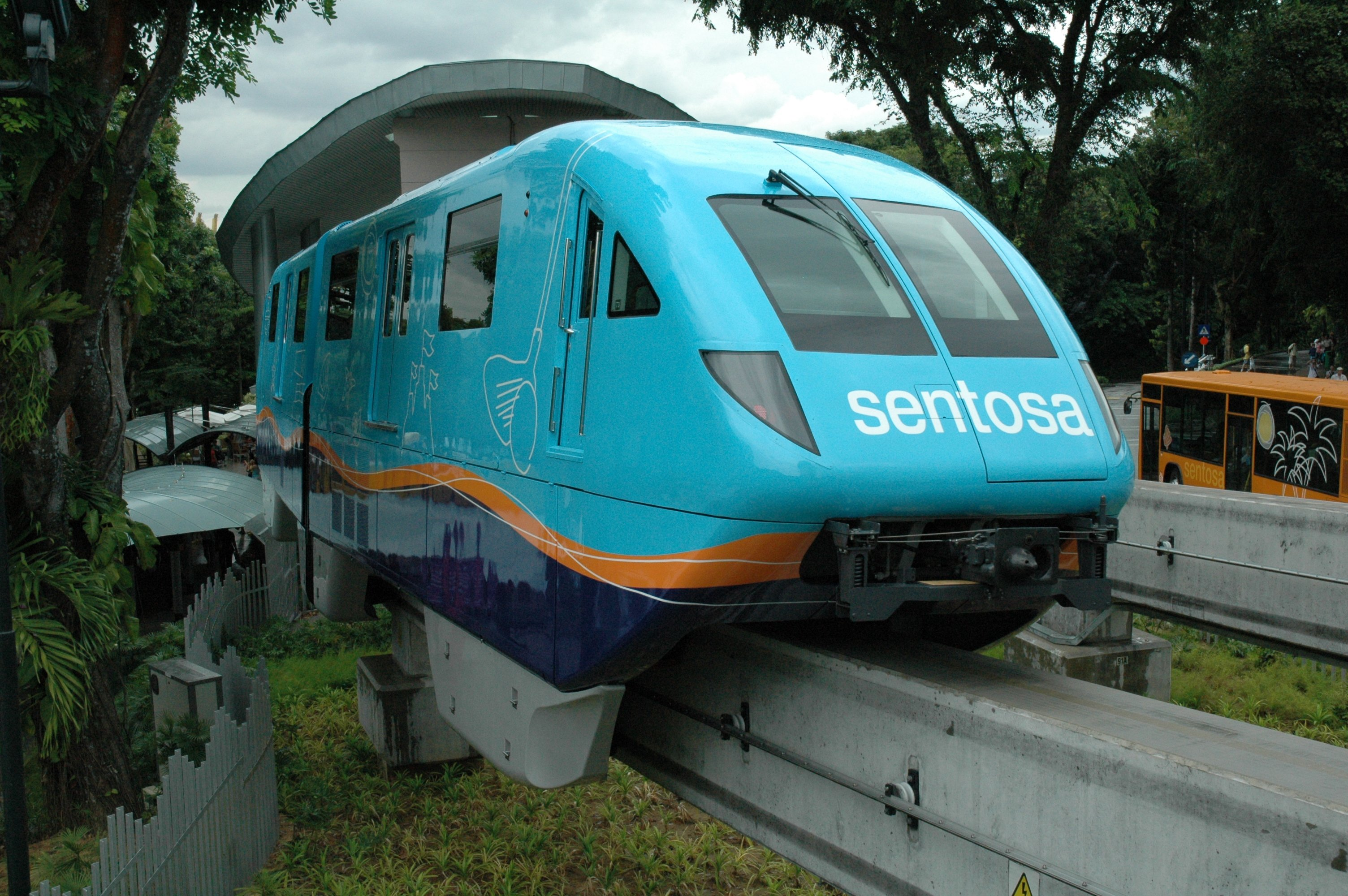
列车驶入英比奥站

- Sentosa Express
- HITACHI wins contract to develop "SENTOSA EXPRESS" for SENTOSA Development Corporation
- Monorail Society: Sentosa Express Construction Gallery（页面存档备份，存于）